# Gasmai, Sveti Urban
Gasmai je naselje v Občini Sveti Urban v Okraju Trg na Koroškem v Avstriji.